# Theophanu van Essen

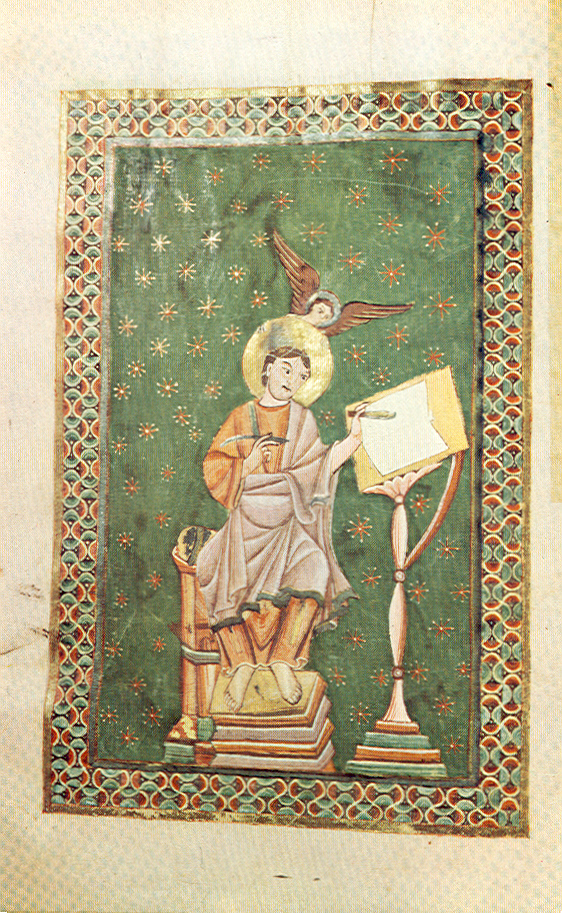
De evangelist Mattheüs afgebeeld in het Theophanus-evangelarium (Essener Domschatz Hs. 3, fol. 10v)

Theophanu (ca. 997 - Essen, 5 maart 1058) was van 1039 tot aan haar dood abdis van het sticht Essen. Daarnaast was zij ook abdis van de abdij van Düsseldorf-Gerresheim. Zij geldt na Mathilde II als de belangrijkste abdis uit de geschiedenis van de abdij van Essen.
Theophanu voegde enkele belangrijke kunstwerken aan de Essener domschat toe. Zij liet onder andere het Mathilde-kruis vervaardigen. Verder breidde zij de Munsterkerk uit en bevorderde de ontwikkeling van de stad Essen onder andere door het marktrecht dat zij van keizer Hendrik III wist te verkrijgen.
Theophanu van Essen was wellicht betrokken bij de stichting van de Sint-Nicolaaskapel in Nijmegen ter ere van haar grootmoeder, keizerin Theophanu, die in Nijmegen overleden was. De kapel was toegewijd aan de heilige Nicolaas van Myra, wiens devotie de keizerin had helpen verbreiden.

## Familie en afkomst
Theophanu was waarschijnlijk de tweede dochter van Ezzo, de paltsgraaf bij de Rijn, en zijn vrouw Mathilde. Haar moeder was op haar beurt, de dochter van keizer Otto II en van de Byzantijnse prinses Theophanu, naar wie zij als kleindochter werd vernoemd. Theophanu behoorde tot het geslacht van de Ezzonen en via haar moeder dus ook tot het geslacht van de Ottonen. Zij hechtte grote waarde aan haar afkomst. Waar Theophanu werd opgevoed is niet bekend, maar het lijkt goed mogelijk dat in Essen gebeurde. Zij zou dan abdis Mathilde II, die in 1011 overleed, nog hebben gekend. Bij de dood van Mathilde was zij echter nog te jong om de overleden abdis op te volgen. 
Vanwege de politieke spanningen tussen de Ezzonen en keizer Hendrik II, die voortvloeiden uit geschillen over de erfenis van de  Ottoonse hoofdlijn, waaruit Theophanu's moeder stamd, is het onwaarschijnlijk dat zij vóór 1024, het jaar dat Hendrik II stierf, onder de abdis Sophia van Gandersheim belangrijke taken in het sticht Essen heeft kunnen uitvoeren. Sophia was een betrouwbare aanhangster van Hendrik II; Twee zusters van Theophanu,  die in het sticht Gandersheim onder directe supervisie van Sophia leefden, verlieten kort na de dood van Hendrik de abdij van Gandersheim, omdat Sophia hen, naar zij zeiden slecht zou hebben behandeld. Dat Sophia Theophanu beter zou hebben behandeld is dus niet aannemelijk. Sophia resideerde echter meer dan 100 kilometer verderop in in Gandersheim en had na de dood van Hendrik II geen politieke steun meer. Het is dus mogelijk dat Theophanu, die pas na Sophia's dood op 30 januari 1039 op de leeftijd van 44 jaar abdis van het sticht Essen werd, reeds voor dit tijdstip haar opgaven (deels) had overgenomen.
Hoewel Theophanu in Essen de nadruk legde op haar relatie met de Ottonen, had zij, als dit nodig was, ook oog voor de aangelegenheden van de Ezzonen. In de bronnen na te wijzen is haar medewerking aan een reorganisatie van het Ezzonische bezit aan de Nederrijn bij een akte die is gedateerd op 17 juli 1051, waarin Theophanu, haar broer aartsbisschop Herman II van Keulen en haar zuster Richeza van Polen, die was getrouwd met de koning van Polen, het Ezzonische huisklooster, de abdij van Brauweiler aan het aartsbisdom Keulen overdroegen. Hieraan voorafgegaan was een voor de keizer uitgevochten geschil ("Reichsstreit") dat deze overdracht naar verluidt al  onder hun vader, Ezzo zelf had plaatsgevonden. Dit was door de drie overlevende kinderen van Ezzo aangevochten en zij werden in hun recht bevestigd. De reden voor deze overdracht was vermoedelijk dat de toekomst van de Ezzonen aan de Nederrijn niet langer was gegarandeerd: Van Ezzo's tien kinderen hadden alleen Richeza en de in 1047 overleden Otto II van Zwaben kinderen. Deze kinderen leefden echter niet aan de Nederrijn.

## Werken als abdis

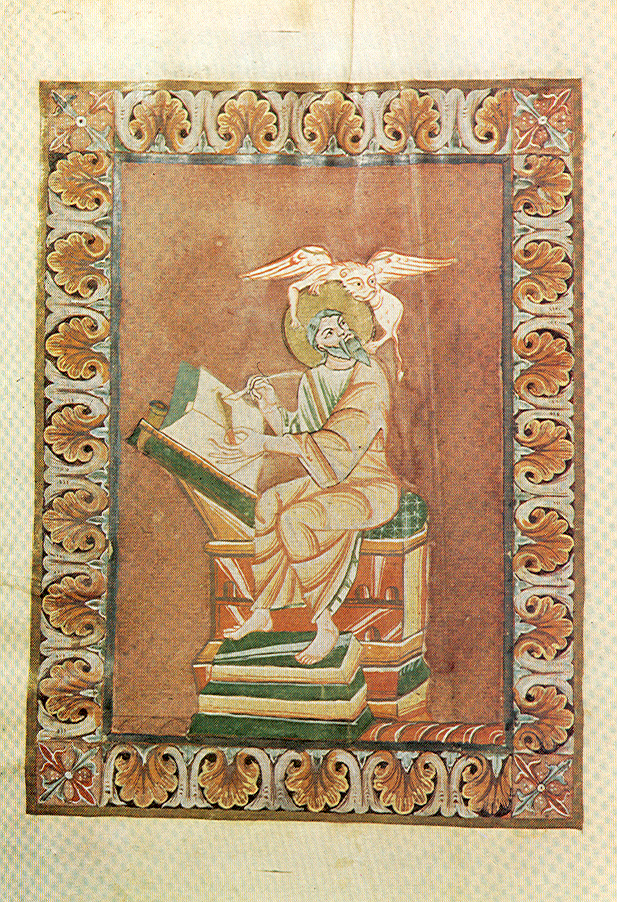
De evangelist Marcus afgebeeld in het evangelarium van Theophanu (fol. 50v)

Theophanu liet in Essen belangrijke sporen achter. Dat ze graag net zoals haar twee voorgangsters om de hoogste politieke niveau actief is, kan aan de hand van de bronnen niet worden aangetoond en is op grond van afwezige familiebanden met de heersende dynastie ook niet waarschijnlijk. Theophanus belang voor Essen baseert zich op de eerste plaats op het feit dat zij de opdrachtgever was voor belangrijke kunstwerken, haar bouwactiviteiten aan de Dom van Essen en op haar invloed op de ontwikkeling van de stad Essen. 

### Theophanu en de ontwikkeling van de stad Essen
Rondom het stift Essen bestond al voor de tijd van Theophanu een nederzetting van aan het stift gebonden ambachtslieden en boeren. Het stift verkreeg tijdens het bewind van Theophanu op haar verzoek, en na de tussenkomst van haar broer, Herman, de aartsbisschop van Keulen, het recht om drie dagen voor en na de dag van de stiftspatroons, de heiligen Cosmas en Damianus een markt te houden waarvan de winst ten goede kwam aan het stift Essen. Aan het ontstaan van deze markt was waarschijnlijk ook de oprichting van een kapel ter ere van de heilige Gertrudis verbonden. Deze kapel was de voorganger van de huidige Marktkirche in de Essener binnenstad. Voor het feit dat Theophanu deze kerk, die voor het eerst in haar testament wordt vermeld, heeft gesticht spreekt de keuze van haar Patroziniums: de verering van de heilige Gertrudis is vóór de tijd van Theophanu in Essen niet uit de bronnen bekend. De benodigde relieken van deze heiligen voor haar kerkstichting kon Theophanu via haar familierelaties verkrijgen. Adelheid, een van haar zusters, was abdis van de abdij van Nijvel, waarvan de kerk aan de heilige Gertrudis was gewijd. De Essener markt en de stichting van de Gertrudis kapel waren belangrijke mijlpalen in de ontwikkeling van stichtsnederzetting tot de stad Essen.